# ドンパヤーイェン-カオヤイ森林地帯
ドンパヤーイェン-カオヤイ森林地帯はタイバンコク北東部に広がる森林地帯である。サラブリー県東部からナコーンナーヨック県、プラーチーンブリー県、サケーオ県北部、およびナコーンラーチャシーマー県、ブリーラム県南部をまたいでカンボジア国境まで広がる広大な森林地帯であり、カンチャナブリー県、ターク県などに広がる西部森林地帯(Western Forest Complex)に対して東部森林地帯(Eastern Forest Complex)と呼ばれることもある。

## 概要

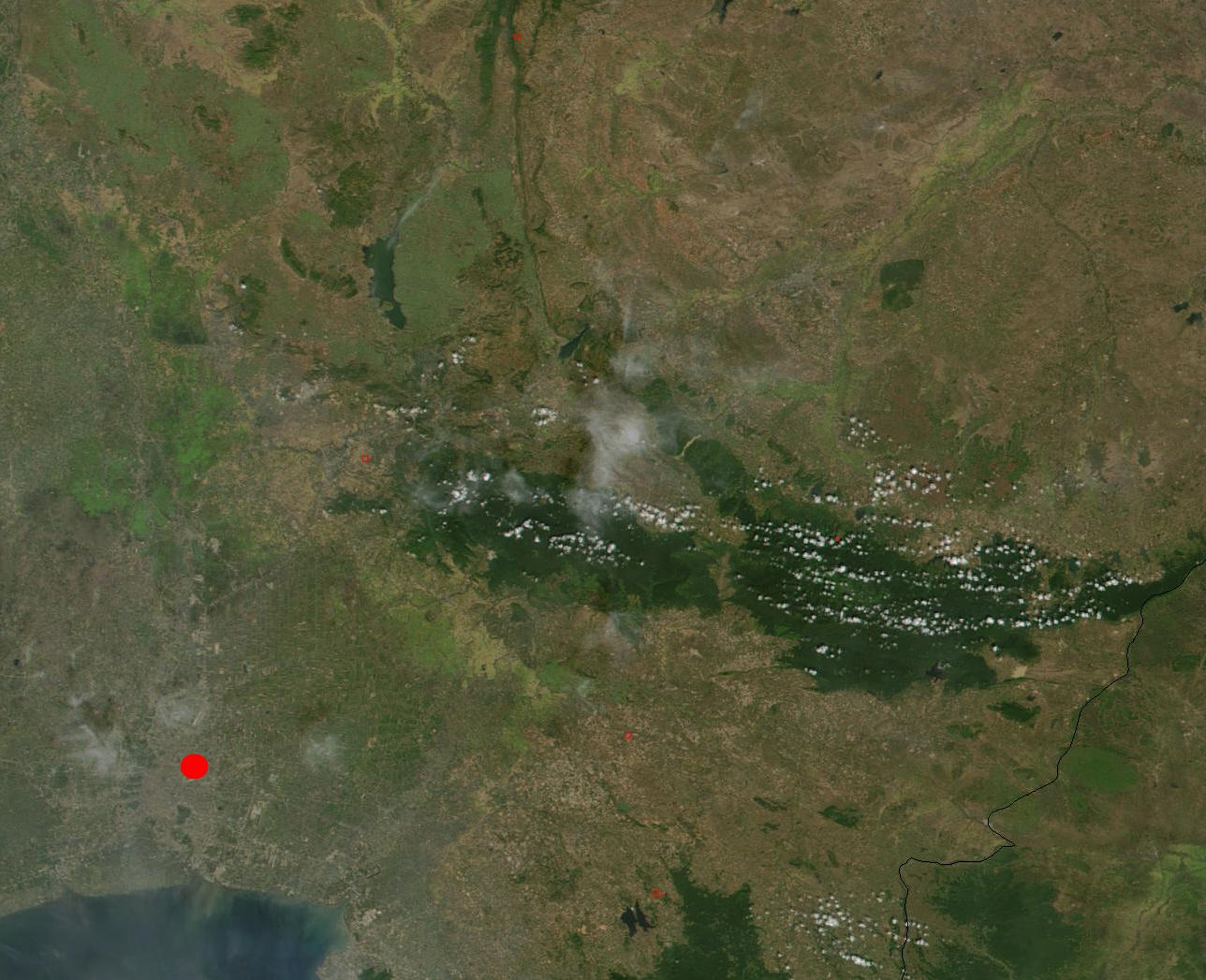
NASAによる衛星写真。開発されずに残された森林が中央部にある。
赤丸はバンコク。右下部の黒線はタイ＝カンボジア国境

ドンパヤーイェン-カオヤイ森林地帯は大きな森林地帯であり、山岳部の鬱蒼とする森林とその高低差のために稲作に適さず、それ故に開発が遅れた。チャクリー王朝初期には、開発を促すために一部を免税地区に設定（現在のナコーンナーヨック＝「免税の町」一帯）し入植者を促したこともある）が、1932年に起きた立憲革命の際に立憲革命に反発した王族が逃亡地としたことから、人民委員会（現在の内閣）によって一帯が封鎖されるなど開発は遅々として進まなかった。
1959年に当時のサリット政権が、この一帯を保護地区として指定することで未開発地域の自然資源の保護に緒が付き、2年後の1961年に制定された仏歴2005年国立公園法に基づき翌1962年9月18日にはこの森林の一部がカオヤイ国立公園として正式に保護された。その周辺の地域も、国立公園や野生生物保護区などとして次々と保護地区に指定されることになった。その後中心的存在であるカオヤイ国立公園のアセアン遺産登録などを経て、2005年にはユネスコの世界遺産に登録された。

### 地形
この地域内の地形は山岳地帯で、山が複雑に入り組んでおり、1000m級の山も多数存在する。地域の80%以上は常葉樹林地帯になっている。地域南側にタイ東部北側の住民の水道および下流の工業用水を提供するバーンパコン川の源流となって、また地域北側はイーサーン南部へ水を提供している重要な水源となっており、タイにおける重要な水資源の一つである。

### 生物
2005年の世界遺産登録時点では、2種のテナガザルを含む112種のほ乳類、392種の鳥類、200種の両生類とは虫類が発見されている。インドゾウなどの東南アジアの森林では一般的な動物の個体数も多く、この地域のドライブウェイではドライブ中に何らかの野生動物がみられる可能性が高い。
珍しい種類ではシロテテナガザル、ボウシテナガザルやその食べ残しで生息するマレーヤマアラシ、もっとも原始的な猿といわれるスローロリスや、この地域のみでしか見られない世界最大のオオサイチョウが生息する。他にはシャムワニ、トラ、ベンガルヤマネコ、バンテン、ホシバシペリカン、オオハゲコウなども生息している。

### 開発と保護
1980年以降のタイの経済発展に伴い中流階級の保養地として「バンコクから日帰りで望める観光地」といわれるまで人気が高まり、海のパッタヤーに対して、カオヤイ国立公園を中心に山のリゾート開発が行われている。事実、高級ロッジなども作られており、実際に保養地として機能している。
一方稲作には向かない地域であるが、牛の放牧などには向いており、地域北側の保護されていない地域ではこの放牧が行われている。ここで生産される農産物にはチョークチャイ牛乳などのブランドとして定着したものもある。またワイン用のブドウなども生産され、カオヤイ・リザーブと呼ばれる国内最高級ワイン・ブランドも生産されている。
また、この地域を縦断する道路もあり、これも地域の環境に大きな影響を与えている。特に国道304号線はイーサーン地域の物流の中心であるナコーンラーチャシーマーとバンコク湾東岸部の工業団地やサッタヒープ港などを結んでおり交通量が多いため、これらが地域の自然に与える影響は大きいといわれる。
これらの開発はむろん地域の自然に打撃を与えるものの、実際には地元経済に打撃を与えるためこれらを規制することはできない。これは国の開発政策とぶつかる問題であり、この地域の保護をどのように行うべきかという課題を提示している。
一方で、一般の観光客が増えたことにより観光客が動物に攻撃されるという事件も頻発している。これは、手つかずの自然に生息しているため、動物は人間になれていないが、アクセスの良さから野生動物になれていない人間が訪れ、そこにたまたま現れた動物に無警戒に近寄るために起こるものである。この地域では手慣れたパーク・レンジャーでも動物におそわれることがある地域である。一般人のレジャー感覚の訪問にどのように対応すべきかというのも、この地域の課題である。

## 登録経緯
1991年の世界遺産会議ではこの地域における保護区の一つ、カオヤイ国立公園のみでの世界遺産登録申請に対して、ユネスコはカオヤイと同時に登録できそうな周辺の保護区を示唆し、登録が延期された。タイ政府はこれを受けて、今度は周辺の保護区とともに再び世界遺産申請をし、2005年の世界遺産会議で登録が決まった。

## 登録基準
この世界遺産は世界遺産登録基準のうち、以下の条件を満たし、登録された（以下の基準は世界遺産センター公表の登録基準からの翻訳、引用である）。
- (10) 生物多様性の本来的保全にとって、もっとも重要かつ意義深い自然生息地を含んでいるもの。これには科学上または保全上の観点から、すぐれて普遍的価値を持つ絶滅の恐れのある種の生息地などが含まれる。

## 世界遺産に登録された保護区
IUCNカテゴリーを併記。
- カオヤイ国立公園（英語版） - II
- タップラーン国立公園 - II
- パーンシーダー国立公園 - II
- タープラヤー国立公園 - II
- ドンヤイ野生生物保護区